# Nahum (knjiga)
Nahum je jedna od knjiga Biblije, dio Staroga zavjeta. Pripada u proročke knjige i to u skupinu 12 malih proroka (12 kraćih proročkih knjiga u Starome zavjetu). Biblijska kratica knjige je Nah.
Nahum je sedmi od dvanaest malih proroka. Njegovo ime znači "tješitelj". Ne znaju se detalji iz njegova života ni točno vrijeme nastanka ove knjige. Nahum se u Bibliji spominje jedino u ovoj proročkoj knjizi. Ima tri poglavlja. 
Prorok naviješta propast asirskoga grada Ninive, zbog njezina ponosa i zloće. Nahum piše, da je "Jahve spor u gnjevu, ali silan u moći. Ne, Jahve neće pustiti krivca nekažnjena (Nah 1,3)." Prije Nahuma, prorok Jona je također navijestio propast Ninive, tada su se oni obratili i Bog im je bio milostiv. Ovaj će put doživjeti kaznu, zbog svojih grijeha. Svome izraelskom narodu, Nahum piše riječi utjehe: "Da, Jahve će obnoviti vinograd Jakovljev i vinograd Izraelov (Nah 2,3)." Asirci iz Ninive bili su neprijatelji Izraelaca, osvojili su Kraljevstvo Izrael i velik broj naroda odveli u ropstvo. U nastavku se detaljno opisuje razaranje Ninive, koje se uspoređuje s razaranjem egipatskog grada Tebe 633. pr. Kr., koju su razrušili baš Asirci. U povijesti se razaranje Ninive stvarno dogodilo 612. g. pr. Kr., kada su je osvojili Medijci na čelu s Kijaksarom i Babilonci s vođom Nabopolasarom.
U hebrejskom originalu, knjiga je pisana u obliku pjesme. U njoj ima metafora i drugih pjesničkih izraza.